# Clarence Dickinson
Clarence Dickinson (* 7. März 1873 in Lafayette, Tippecanoe County, Indiana; † 2. August 1969 in New York City, New York) war ein US-amerikanischer Organist, Komponist und Musikpädagoge.
Dickinson war nach dem Musikstudium in den USA ab 1898 Orgelschüler von Heinrich Reimann, dem Organisten der Kaiser-Wilhelm-Gedächtnis-Kirche in Berlin und setzte seine Ausbildung bei Moritz Moszkowski, Alexandre Guilmant und Gabriel Pierné in Paris fort.
Er war dann 50 Jahre lang Organist und Chorleiter an der Brick Presbyterian Church in New York, außerdem Gründungsdirektor der School of Sacred Music am Union Theological Seminary und Gründungsmitglied der American Guild of Organists (AGO). Er war außerdem als Konzertorganist und Komponist, Autor zahlreicher Artikel zur Kirchenmusik und Musikgeschichte und Herausgeber historischer Editionen aktiv. 
1977 gründeten Mitglieder der AGO eine Clarence Dickinson Society. Seit 2007 findet jährlich ein Clarence Dickinson Memorial Organ Festival statt. Der Nachlass Dickinsons ist im Besitz der Bibliothek der William Caray University.

## Werke
- Berceuse, 1908
- Exaltation für Orgel oder für Orgel, Violine und Cello, 1916
- Andante Serioso für Orgel, 1917
- Canzona für Orgel, 1917
- Organ Symphony „Storm King“, 1920
- Romance für Orgel, 1922
- Memories, 1925
- Old Dutch Lullaby für Orgel und Harfe, 1928
- Two Preludes on Ancient Melodies für Orgel, 1936
- Meditation on „Herzliebster Jesu“ für Orgel, 1936
- Joy of the Redeemed für Orgel und Blechbläser, 1950